# Ladinico
| Periodo                                                                                     | Epoca                | Piano          | Età (Ma)        |
| ------------------------------------------------------------------------------------------- | -------------------- | -------------- | --------------- |
| Giurassico                                                                                  | Giurassico inferiore | Hettangiano    | Più recente     |
| Triassico                                                                                   | Triassico superiore  | Retico         | ~205,7          |
| Triassico                                                                                   | Triassico superiore  | Norico         | ~227,3          |
| Triassico                                                                                   | Triassico superiore  | Carnico        | ~237            |
| Triassico                                                                                   | Triassico medio      | Ladinico       | 241,464 ± 0,28  |
| Triassico                                                                                   | Triassico medio      | Anisico        | 246.7           |
| Triassico                                                                                   | Triassico inferiore  | Olenekiano     | 249,9           |
| Triassico                                                                                   | Triassico inferiore  | Induano        | 251,902 ± 0,024 |
| Permiano                                                                                    | Lopingiano           | Changhsingiano | Più antico      |
| Suddivisione del Triassico secondo la Commissione internazionale di stratigrafia dell'IUGS. |                      |                |                 |

Nella scala dei tempi geologici il Ladinico è il secondo dei due stadi stratigrafici o piani in cui è suddiviso il Triassico Medio, la seconda delle tre epoche del Triassico.
Il Ladinico va da 237 ± 2 a 228,7 Milioni di anni fa (Ma). È preceduto dall'Anisico e seguito dal Carnico, il primo stadio del successivo Triassico superiore.
Il Ladinico è coevo allo stadio cinese Falangiano.

## Definizioni stratigrafiche e GSSP
Il Ladinico fu definito dal geologo austriaco Alexander Bittner nel 1892.
Il nome deriva dall'area delle popolazioni di lingua ladina nelle Dolomiti, dove furono fatti i primi rilevamenti.
Il limite inferiore del Ladinico è definito dalla prima comparsa delle ammoniti della specie Eoprotrachyceras curionii.
Il limite superiore (nonché base del successivo Carnico) viene fissato alla prima comparsa della specie ammonitica Daxatina canadensis.
Il Ladinico è talvolta ulteriormente suddiviso in due sottostadi, il più antico Fassaniano e il più recente Longobardiano.
Il Ladinico contiene quattro biozone ammonitiche, distribuite in modo uniforme nei due sottopiani:
- zona del Frechites regoledanus
- zona del Protrachyceras archelaus
- zona del Protrachyceras gredleri
- zona dell'Eoprotrachyceras curionii

### GSSP
Il GSSP, cioè il profilo stratigrafico ufficiale di riferimento della Commissione Internazionale di Stratigrafia, è stato identificato negli affioramenti rocciosi del letto del fiume Caffaro, presso Bagolino (BS).

## Paleontologia
Molti vertebrati del Ladinico e del Carnico sono stati scoperti nel geoparco di Paleorrota, nel Rio Grande do Sul in Brasile; in particolare: Rhynchosaurus, Thecodontia, Exaeretodontia, Staurikosaurus pricei, Guaibasaurus candelariai, Saturnalia tupiniquim, Sacisaurus, Unaysaurus.
Il geoparco di Paleorrota si trova tra la Formazione di Santa Maria e la Formazione di Caturrita.
I vertebrati del Ladinico includono:
- Spondylosoma
- Dicynodontia

### Crurotarsi
- Rauisuchidae
- Prestosuchidae

| Ornitodiri del Ladinico | Ornitodiri del Ladinico | Ornitodiri del Ladinico | Ornitodiri del Ladinico | Ornitodiri del Ladinico |
| Taxa                    | Presenza                | Località                | Descrizione             | Immagine                |
| ----------------------- | ----------------------- | ----------------------- | ----------------------- | ----------------------- |
| - Lagerpeton            |                         |                         |                         |                         |

### Arcosauriformi (non arcosauri)
| †Archosauromorpha (non-arcosauri) del Ladinico | †Archosauromorpha (non-arcosauri) del Ladinico | †Archosauromorpha (non-arcosauri) del Ladinico | †Archosauromorpha (non-arcosauri) del Ladinico | †Archosauromorpha (non-arcosauri) del Ladinico |
| Taxa                                           | Presenza                                       | Località                                       | Descrizione                                    | Immagine                                       |
| ---------------------------------------------- | ---------------------------------------------- | ---------------------------------------------- | ---------------------------------------------- | ---------------------------------------------- |
| - Bharitalasuchus                              |                                                | Yerrapalli Formation, India                    |                                                |                                                |
| - Chalishevia                                  |                                                | Russia                                         |                                                |                                                |
| - Jaxtasuchus                                  |                                                | Formazione Erfurt, Germania                    |                                                |                                                |
| - Malutinasuchus                               |                                                | Russia                                         |                                                |                                                |
| - Polimorphodon                                |                                                | Formazione Erfurt, Germania                    |                                                |                                                |
| - Tropidosuchus                                |                                                | Formazione Chañares, Argentina                 |                                                |                                                |

### †Dinosauromorfi (non-dinosauri)
| †Dinosauromorpha (non-dinosauri) del Ladinico | †Dinosauromorpha (non-dinosauri) del Ladinico | †Dinosauromorpha (non-dinosauri) del Ladinico | †Dinosauromorpha (non-dinosauri) del Ladinico | †Dinosauromorpha (non-dinosauri) del Ladinico |
| Taxa                                          | Presenza                                      | Località                                      | Descrizione                                   | Immagine                                      |
| --------------------------------------------- | --------------------------------------------- | --------------------------------------------- | --------------------------------------------- | --------------------------------------------- |
| - Gamatavus                                   |                                               | Formazione Santa Maria                        |                                               |                                               |
| - Lagerpeton                                  |                                               | Formazione Chañares, Argentina                |                                               |                                               |
| - Lagosuchus                                  |                                               | Argentina                                     |                                               |                                               |
| - Pagosvenator                                |                                               | Formazione Santa Maria, Brasile               |                                               |                                               |

### †Rauisuchi
| Rauisuchia del Ladinico | Rauisuchia del Ladinico | Rauisuchia del Ladinico | Rauisuchia del Ladinico | Rauisuchia del Ladinico |
| Taxa                    | Presenza                | Località                | Descrizione             | Immagine                |
| ----------------------- | ----------------------- | ----------------------- | ----------------------- | ----------------------- |
| - Prestosuchus          |                         | Brasile                 |                         |                         |

### †Placodonti
| Placodontia del Ladinico | Placodontia del Ladinico | Placodontia del Ladinico | Placodontia del Ladinico | Placodontia del Ladinico |
| Taxa                     | Presenza                 | Località                 | Descrizione              | Immagine                 |
| ------------------------ | ------------------------ | ------------------------ | ------------------------ | ------------------------ |
| - Cyamodus               |                          |                          |                          |                          |
| - Paraplacodus           |                          |                          |                          |                          |
| - Pararcus               |                          | Paesi Bassi              |                          |                          |

### †Sauropterygia
| Sauropterygia del Ladinico | Sauropterygia del Ladinico | Sauropterygia del Ladinico | Sauropterygia del Ladinico | Sauropterygia del Ladinico |
| Taxa                       | Presenza                   | Località                   | Descrizione                | Immagine                   |
| -------------------------- | -------------------------- | -------------------------- | -------------------------- | -------------------------- |
| - Nothosaurus              |                            | Cina, Nord Africa, Europa  |                            |                            |
| - Wangosaurus              |                            | Formazione Falang, Cina    |                            |                            |

### †Terapsidi (non-mammiferi)
| † Therapsida (non-mammiferi) del Ladinico | † Therapsida (non-mammiferi) del Ladinico | † Therapsida (non-mammiferi) del Ladinico               | † Therapsida (non-mammiferi) del Ladinico | † Therapsida (non-mammiferi) del Ladinico |
| Taxa                                      | Presenza                                  | Località                                                | Descrizione                               | Immagine                                  |
| ----------------------------------------- | ----------------------------------------- | ------------------------------------------------------- | ----------------------------------------- | ----------------------------------------- |
| - Exaeretodon                             |                                           |                                                         |                                           |                                           |
| - Jachaleria                              |                                           | Argentina, Brasile                                      |                                           |                                           |
| - Protheriodon                            |                                           | Formazione Santa Maria, Brasile                         |                                           |                                           |
| - Stahleckeria                            |                                           | Formazione Santa Maria, Brasile                         |                                           |                                           |
| - Vinceria                                |                                           | Formazione Río Seco de la Quebrada Formation, Argentina |                                           |                                           |